# 西村食品工業
西村食品工業（にしむらしょくひんこうぎょう）は、かつて札幌市中央区に本社のあった製パン・製菓メーカー、企業。

## 主な商品
- ユカたん
- レモンケーキ

## 歴史
創業者の西村久蔵（にしむらきゅうぞう、1898年5月11日 - 1953年）は、キリスト教の熱心な信者であり、日本キリスト教会札幌北一条教会の長老を務めたほか、元北海道議会議員、元札幌商業高等学校教諭でもあった人物である。また、江別のキリスト村の開拓者でもある。キリスト教の思想により、慈善活動の一環として身体障害者などへの店舗開設に協力していた。
経営破綻後、「ニシムラファミリー」が経営を引き継いだものの、同社も2018年（平成30年）に経営破綻した。千歳本店の店舗はその後、苫小牧市の企業「どさんこエナジー」が事業を譲受して再オープンした。
年表
- 1916年（大正05年）：西村久蔵が日本キリスト教会札幌北一条教会に入信。
- 1929年（昭和04年）：家業の牛乳店を活かし、製パン・洋菓子の店「ニシムラ」起業。
- 1953年（昭和28年）：西村久蔵死去。
- 1976年（昭和51年）：札幌市営地下鉄大通駅・さっぽろ駅などにおいて聴覚障害者の店「kioskリリー」創設に協力し、ケーキを供給。
- 2003年（平成15年）：15億円の負債を抱えて倒産し、全店舗を閉鎖[3][4]。